# Jarosław Kania
Jarosław Maciej Kania – polski entomolog i taksonom specjalizujący się w koleopterologii.

## Życiorys
Entomologią zafascynował się w wieku dziesięciu lat. Uczył się w Liceum Ogólnokształcącym w Kłodzku. W czasie uczęszczania do szkoły średniej nawiązał kontakt ze Zdzisławą Stebnicką i Mieczysławem Mazurem, którzy ukierunkowali jego zainteresowania ku ryjkowcom. W latach 1982-1988 studiował na Wydziale Nauk Przyrodniczych Uniwersytetu Wrocławskiego. W 1987 roku został stażystą laborantem w Zakładzie Systematyki Zwierząt i Zoogeografii. Tytuł magistra biologii zdobył w 1988 roku dzięki pracy „Próba podziału ryjkowców siedlisk wodnych na zgrupowania ekologiczne (Coleoptera, Curculionidae)” pod kierunkiem Andrzeja Warchałowskiego. W tym samym roku został laborantem wspomnianego Zakładu, a w 1989 roku asystentem. W 1997 roku zdobył tytuł doktora nauk biologicznych. W latach 1998-2012 był adiunktem w Zakładzie Bioróżnorodności i Taksonomii Ewolucyjnej, a od roku 2012 jest adiunktem w Zakładzie Biologii, Ewolucji i Ochrony Bezkręgowców.

## Praca naukowa
Kania specjalizuje się w taksonomii ryjkowcowatych z podrodziny Entiminae krain etiopskiej i orientalnej, jak również w biologii i faunistyce chrząszczy polskich. Jest autorem ponad 70 publikacji naukowych.
W ramach badań taksonomicznych zrewidował liczne rodzaje, opisując wiele nowych dla nauki gatunków, a także wprowadzając nowe rodzaje, jak Burakowskiella czy Mroczkowskiella (ob. Neomroczkowskiella). W ramach badań biologicznych prowadził hodowle różnych gatunków, m.in. wykrywając dla nich nowe rośliny pokarmowe. Odbył wyprawy naukowe do Irlandii, Słowacji, Bułgarii, Węgier, Ukrainy, Słowenii, Tunezji, azjatyckiej części Rosji, Turcji, Wietnamu i Malezji. W tworzonym od 1973 roku zbiorze prywatnym posiada około 50 tysięcy okazów. 
Kania jest członkiem założycielem Polskiego Towarzystwa Taksonomicznego oraz członkiem Polskiego Towarzystwa Entomologicznego, Polskiego Towarzystwa Zoologicznego i Śląskiego Towarzystwa Entomologicznego. Jest redaktorem i założycielem czasopisma „Notatki Entomologiczne”. Należy także do redakcji czasopism „Genus” i „Przegląd Zoologiczny”.

## Wyróżnienie
Na cześć Jarosława Kani nazwano gatunek chrząszcza Attagenus kaniai.